# Ciclón Sidr
El ciclón Sidr (designación JTWC: 06B, o también tormenta ciclónica muy severa Sidr) fue un ciclón tropical parte de la temporada de ciclones del Índico Norte de 2007. La mañana del 15 de noviembre sus vientos soplaban con una fuerza de 250 km/h con rachas ocasionales de 305 km/h, siendo incluido en la Categoría 4 de la escala de huracanes de Saffir-Simpson.
El número provisional de víctimas mortales ascendía a 2.388 personas el 18 de noviembre, según el último recuento del Centro bengalí de Control de Desastres, aunque miles de personas continúan desaparecidas.
El Sidr barrió de lleno las costas bengalíes con vientos de 240 kilómetros por hora y causó una crecida del océano Índico de unos cinco metros, un nivel dramático en un país donde 60 millones de habitantes viven a menos de 10 metros sobre el nivel del mar.
Muchas áreas del país, sobre todo la línea costera, quedaron sin suministro eléctrico, agua potable, sistema de transporte o conexión telefónica.
El ciclón, que dejó cerca de 3,2 millones de desplazados en Bangladés, se convirtió en una zona de bajas presiones tras moverse hacia el noroeste, según informó el departamento de Meteorología. Con mucha menor intensidad, el Sidr entró en las regiones de Assam y Tripura, en el noreste de la India, donde los fuertes vientos tuvieron en todo caso fuerza suficiente para destruir 800 chozas y causar heridas a veinte personas.